# Zeal & Ardor
Zeal & Ardor (englisch für „Eifer und Inbrunst“) ist eine Schweizer Progressive-Metal- und Gospelband, um den Frontmann Manuel Gagneux.

## Geschichte
Zeal & Ardor wurde 2013 vom Basler Musiker Manuel Gagneux ins Leben gerufen. Die Idee für das Projekt stammt aus einer Konversation auf der Internetplattform 4chan. Auf Gagneux’ Frage, aus welchen zwei Musikrichtungen er ein Stück erschaffen solle, erhielt er die Antworten Black Metal und «nigger music». Nach anfänglichem Zögern überzeugte er sich selbst von der Idee und nahm mehrere Songs auf. Deren Veröffentlichung wurde zunächst nicht weiter beachtet. Erst nach der Entdeckung durch die amerikanische Musikjournalistin Kim Kelly gingen die Titel am 3. Juni 2016 viral.
Das Debütalbum Devil Is Fine erschien im August 2016 in limitierter Auflage auf Schallplatte. Am 24. Februar 2017 wurde das Album auf CD erstveröffentlicht. Im Jahr 2017 ging Zeal & Ardor erstmals auf Europatournee, wofür das Soloprojekt zu einer Band ausgebaut wurde. Die neuen Bandmitglieder sind Tiziano Volante (Gitarre), Mia Rafaela Dieu (Bass), Marco von Allmen (Schlagzeug), Mark Obrist und Denis Wagner (beide Hintergrundgesang).
Das Musikmagazin Noisey listete Devil Is Fine als sechstbestes Album des Jahres 2016. 2017 und 2020 gewann Zeal & Ardor den Basler Pop-Preis.
Für die deutschen Metal Hammer Awards war Zeal & Ardor bzw. Devil Is Fine 2017 in den Kategorien Up and Coming und Best Debut nominiert, für die britischen Metal Hammer Golden Gods Awards und die amerikanischen Loudwire Music Awards in den Bereichen Best New Band bzw. Best New Artist. Für die Heavy Music Awards war Zeal & Ardor 2017 als Best Breakthrough Artist und 2023 mit dem Album Zeal & Ardor für das Best Album Artwork nominiert. 2018 und 2019 war Zeal & Ardor für den Swiss Music Award im Bereich Best Live Act nominiert.
Am 15. März 2023 kam der Dokumentarfilm Play with the Devil – Becoming Zeal & Ardor von Olivier Joliat und Matthias Willi, der die Band von ihrer Entstehung an begleitet, in die Schweizer Kinos.

## Diskografie

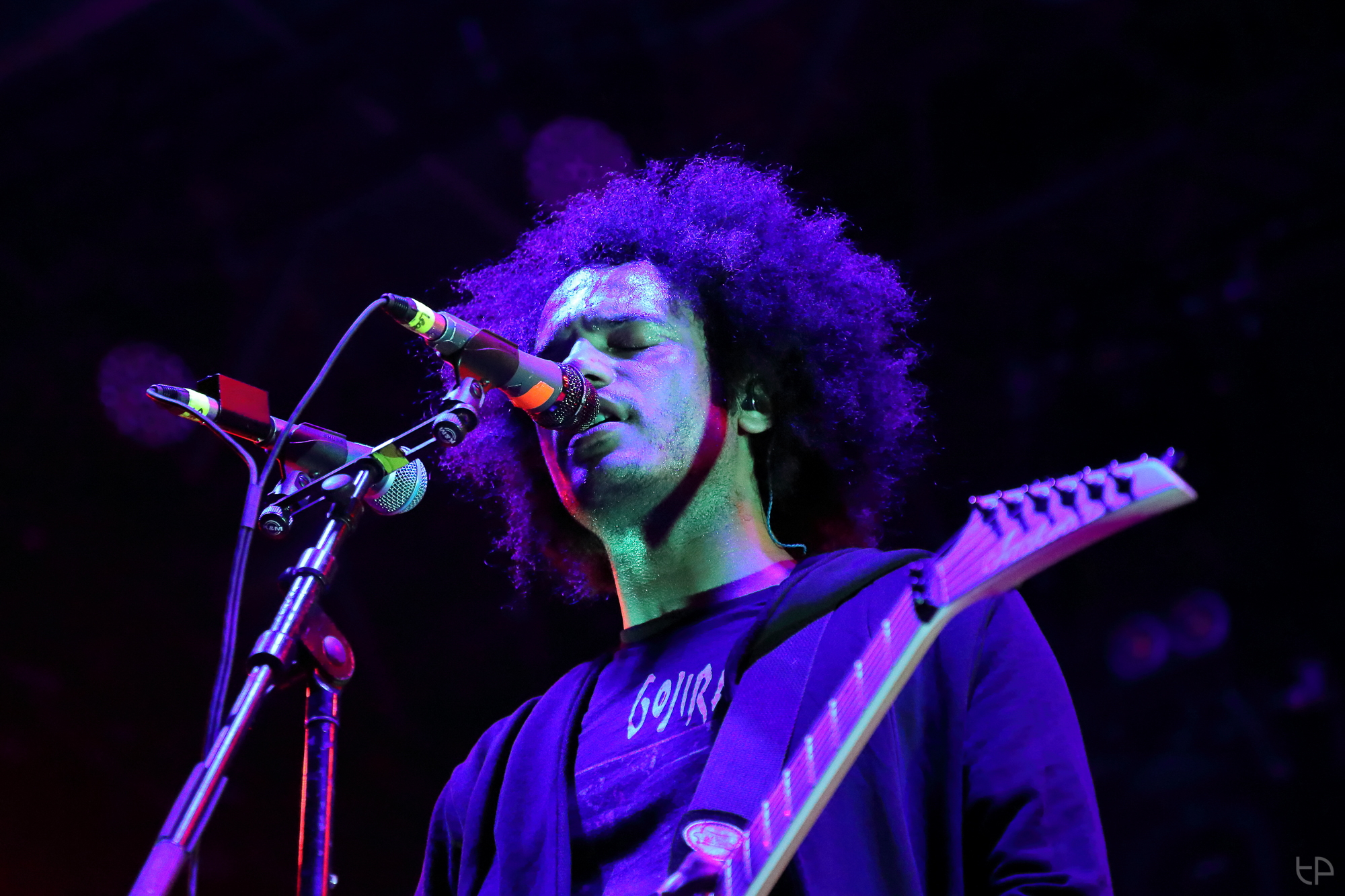
Manuel Gagneux bei den Winterthurer Musikfestwochen 2017

### Alben
| Jahr | Titel Musiklabel           | Höchstplatzierung, Gesamtwochen, AuszeichnungChartplatzierungen (Jahr, Titel, Musiklabel, Platzierungen, Wochen, Auszeichnungen, Anmerkungen) | Höchstplatzierung, Gesamtwochen, AuszeichnungChartplatzierungen (Jahr, Titel, Musiklabel, Platzierungen, Wochen, Auszeichnungen, Anmerkungen) | Höchstplatzierung, Gesamtwochen, AuszeichnungChartplatzierungen (Jahr, Titel, Musiklabel, Platzierungen, Wochen, Auszeichnungen, Anmerkungen) | Anmerkungen                                                                                             |
| Jahr | Titel Musiklabel           | DE | AT | CH | Anmerkungen                                                                                             |
| ---- | -------------------------- | --- | --- | --- | --- |
| 2016 | Devil Is Fine Selbstverlag | — | — | CH17 (2 Wo.)CH | Erstveröffentlichung: 15. April 2016; Wiederveröffentlichung: 24. Februar 2017 über Reflections Records |
| 2018 | Stranger Fruit MVKA        | DE27 (1 Wo.)DE | AT30 (1 Wo.)AT | CH2 (5 Wo.)CH | Erstveröffentlichung: 8. Juni 2018                                                                      |
| 2019 | Live in London MVKA        | — | — | — | Erstveröffentlichung: 22. März 2019 Livealbum                                                           |
| 2022 | Zeal & Ardor MVKA          | DE27 (1 Wo.)DE | — | CH5 (3 Wo.)CH | Erstveröffentlichung: 11. Februar 2022                                                                  |
| 2024 | Greif MVKA                 | DE31 (1 Wo.)DE | AT30 (1 Wo.)AT | CH6 (3 Wo.)CH | Erstveröffentlichung: 23. August 2024                                                                   |

### EPs
| Jahr | Titel Musiklabel          | Anmerkungen                            |
| ---- | ------------------------- | -------------------------------------- |
| 2020 | Trust No One Zeal & Ardor | Erstveröffentlichung: 9. Oktober 2020  |
| 2020 | Wake of a Nation MVKA     | Erstveröffentlichung: 23. Oktober 2020 |
| 2021 | Götterdämmerung MVKA      | Erstveröffentlichung: 15. Oktober 2021 |
| 2024 | Hide in Shade Redacted    | Erstveröffentlichung: 19. Juli 2024    |

### Singles
- 2016: Devil Is Fine
- 2017: Come on Down
- 2018: Gravedigger’s Chant
- 2018: Waste
- 2018: Built on Ashes
- 2018: You Ain’t Coming Back
- 2020: I Can’t Breathe
- 2020: Vigil
- 2020: Tuskegee
- 2020: Wake of a Nation
- 2021: Run
- 2021: Golden Liar
- 2021: Calloway
- 2022: Firewake
- 2024: To My Ilk
- 2024: Clawing Out
- 2024: Fend You Off